# الشلف
مدينة الشلف مدينة في غرب الجزائر وعاصمة ولاية الشلف. يوجد بها مطار دولي يسمى مطار الشلف الدولي

## أصل التسمية
أورليان فيل Orléansville هي كلمة فرنسية تعني بالعربية مدينة الدوق أورليان، وهو ملك فرنسي. أطلقت على مدينة الشلف حاليا. سماها بهذا الاسم الجنرال الفرنسي توماس روبير بيجو الذي تولى حكم الجزائر في الفترة ما بين 29 ديسمبر 1840 و 29 يونيو 1847. تغيرت التسمية بعد استقلال الجزائر إلى مدينة الأصنام ثم أصبح إسمها مدينة الشلف بعد زلزال الأصنام 1980 نسبة إلى وادي الشلف الذي يمر بالمنطقة.

## التاريخ

### الحقبة الرومانية
لقد كانت مدينة الأصنام أي (الشلف حاليا) مشد الأنظار عبر العصور لمكانتها، ففي القرن الأول من الميلاد دخل الرومان إلى واد الشلف ومنه أسسوا مدينة (كاستيليوم تانجيتانيوم) وهي مدينة عسكرية وضعت في ملتقى مدخل الجهتين الأساسيتين مدخل «كارتينا» من الشمال الجنوبي (تنس) إلى جبل «أوشواريوم» الونشريسي في سنة 324 تحت حكم قسطنطين وهو العهد الذي فرضت فيه الديانة المسيحية والتي تم بناء معبد كبير زين ببنايات الفسيفساء والذي كان يحتوي بداخله على بقايا الأسقف «سان ريبارتوس» والاسم الذي كان يحمله أحد الأحياء في المدينة.

### الحقبة الاسلامية
بعد ذهاب الرومان وانتهاء فترة الوندال عادت المدينة للقبيلة الكبرى قبيلة «المغراويين» وبدأت الفتوحات الإسلامية وتوالت الغزوات على المغرب العربي وأطلقوا على المدينة اسم الأصنام وأخذت هذه التسمية من مخلفات الوندال وكذلك من آثار الزلزال الذي ضرب المنطقة في أواسط القرن 15 وفي القرن السادس عشر يأتي دور حمو القصيري وهو سلف القبيلة العربية ليستقر بسهل الشلف نظرا لما كان يتميز به من موقع إستراتيجي وخصوبة تربته فأهتموا بالفلاحة المتنوعة كما أقاموا المحلات التجارية.

### الاستعمار الفرنسي
و بعد سقوط الحكم العثماني في 1830 على يد المستعمر الفرنسي تم استبدال اسم الأصنام بأورليانفيل تخليدا لــ D.V.C DORLEANS وبعد سقوط الحكومة الفرنسية تم استرجاع تسميتها الأخيرة الأصنام، وكان أول زلزال سنة 1922 م، ثم تلاه زلزال ثان سنة 1934 م ثم ثالث وكان أشد عنف سنة 1954 م وعلى إثر زلزال 10 أكتوبر سنة 1980 تم استبدال اسم الأصنام بالشلف إلى يومنا هذا.

## توأمة
للشلف اتفاقيات توأمة مع:
- إسكوبية

## أعلام
- العربي هلال سوداني
- عبد القادر صالحي
- فضيل مغارية
- عبد القادر بن بوعلي
- حسيبة بن بوعلي
- حبشي نوال

## وصلات خارجية
- صـور ولاية الشلف
- أبناء ولاية الشلف